# Hildegart Rodríguez Carballeira
Hildegart Rodríguez Carballeira (Madrid, 9 dicembre 1914 – 9 giugno 1933) è stata un'attivista spagnola.
Sostenitrice del socialismo e della rivoluzione sessuale, è cresciuta dalla madre come modello per la donna del futuro. Si laurea in legge a 17 anni e diviene una leader del Partito Socialista dei Lavoratori Spagnolo (PSOE) che poi abbandona a favore del repubblicanesimo estremo, aderendo al Partito Repubblicano Democratico Federale (PRDF) .
A 18 anni, famosa a livello internazionale, viene uccisa dalla madre.

## Infanzia

### Nascita
Hildegart è concepita a Ferrol, in Spagna, da sua madre Aurora Rodríguez Carballeira che scelse il padre con intenzioni eugenetiche; voleva creare il bambino perfetto per promuovere la sua ideologia femminista e socialista. In precedenza si era occupata del figlio di sua sorella, impartendogli corsi di musica e facendolo diventare un bambino prodigio, fino a quando sua madre lo porta via, per crescerlo lei stessa
Quando Carballeira è certa di essere incinta, si trasfesce a Madrid, dove nasce Hildegart. Durante la gravidanza, Aurora imposta un orologio per svegliarsi ogni ora, permettendole di cambiare la posizione del sonno in modo che il sangue fluisse uniformemente al feto.

### Nome
Sul certificato di nascita e sull'atto di battesimo compare con il nome di  Hildegart Leocadia Georgina Hermenegilda Maria del Pilar Rodriguez Carballeira ma lei poi usa solo il suo primo nome. Nonostante il suo ateismo e l'opposizione alla registrazione delle nascite, Aurora  battezza la figlia il 23 marzo 1915 e poi la registra all'anagrafe il 29 aprile 1915. Sua madre dice che Hildegart significa "Giardino della saggezza" in tedesco, ma non ci sono fonti per questa affermazione; il nome è un'invenzione o un'ortografia alternativa del nome nordico/tedesco Hildegard .

### Formazione scolastica
A 2 anni sa leggere, a 3 sa scrivere e a 10 anni parla tedesco, francese e inglese. Queste abilità tuttavia non sono mai state comprovate; si tratta probabilmente di una leggenda. La madre ha il controllo totale su Hildegart, proibendole di fare qualsiasi cosa che possa distrarla dal "suo lavoro"
Nel giugno 1928, all'età di 13 anni e mezzo, Hildegart si iscrive alla Facoltà di Giurisprudenza dell'Università Complutense di Madrid. In seguito tiene lezioni presso la Facoltà di Filosofia durante la Seconda Repubblica Spagnola.

## Attivismo

### Politica
A 14 anni entra a far parte del PSOE (Partito Socialista Dei Lavoratori Spagnoli) come sua madre. e milita nell'Unión General de Trabajadores.
Nel 1932 è espulsa dal PSOE dopo aver pubblicato un articolo su La Libertad che criticava il partito; si unì quindi al Partito Federale e iniziò ad attaccare coloro che chiamava socialenchufistas .

### Rivoluzione sessuale
Hildegart è una delle persone più attive nel movimento spagnolo, scrivendo testi sulla contraccezione, la prostituzione e l'eugenetica . Collegata con i movimenti europei, in corrispondenza con Havelock Ellis, di cui traduce gli scritti, e che la soprannomina "la Vergine Rossa", e con Margaret Sanger. Alla fondazione della Lega spagnola per la riforma sessuale nel 1932, presieduta dal dottor Gregorio Marañón, viene scelta come segretaria.
Ha corrispondenza con molte altre personalità europee e accompagna l'autore H.G. Wells nella visita che fa a Madrid, ma rifiuta l’offerta di andare a Londra come sua segretaria. Questa offerta di Wells, che vuole cresca lontano dall'influenza materna, può aver spinto la madre a commettere l’omicidio della figlia, pensando ad una sua fuga dalla Spagna.

## Morte

### Omicidio

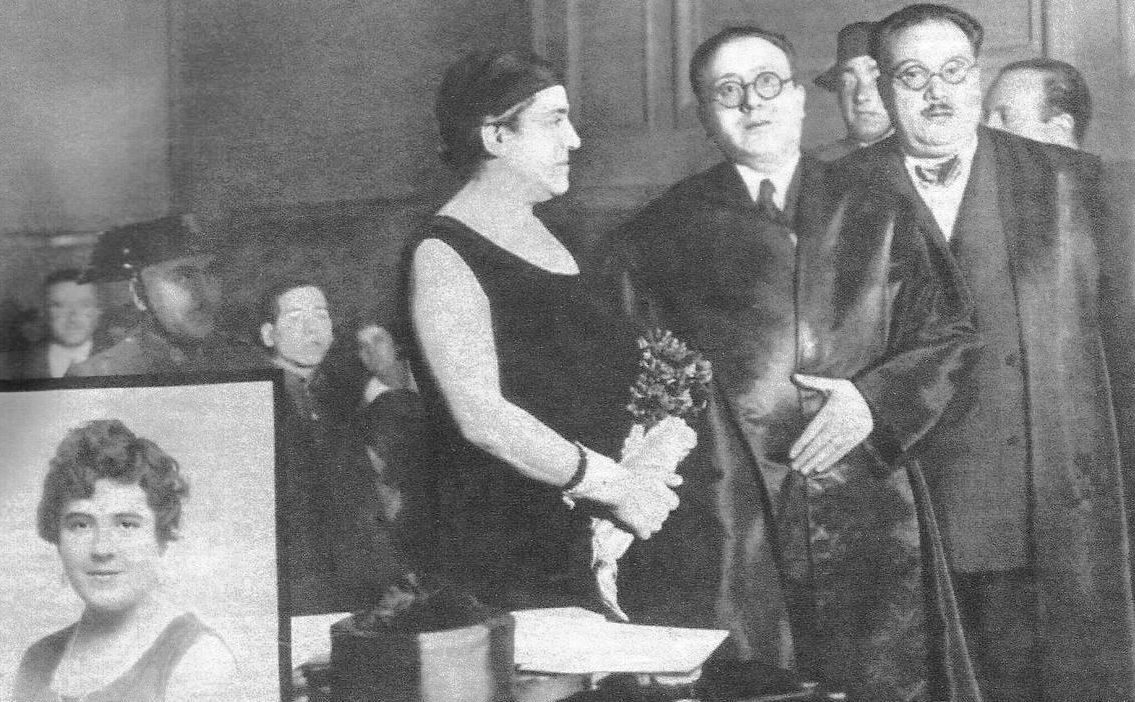
Aurora Rodríguez Carballeira processata per l'omicidio di sua figlia

Hildegart viene uccisa dalla madre il 9 giugno 1933, all’età di 18 anni; Aurora le spara più volte mentre dorme nel suo letto.
Diverse sono le ipotesi sul movente dell'omicidio. Una di queste ipotizza che  potrebbe essere stato causato da un innamoramento di Hildegart. Inoltre, Hildegart voleva separarsi dalla madre che, per paranoia, aveva minacciato il suicidio. La spiegazione di Aurora è: "lo scultore, dopo aver scoperto l'imperfezione più minima nella sua opera, la distrugge".

### Conseguenze
Aurora è processata a Madrid. Al processo, afferma che l'avvocato, Antonio Villena, HG Wells e Havelock Ellis sono agenti di una cospirazione internazionale per far lasciare la Spagna alla figlia e per farla collaborare con i servizi di intelligence e dice inoltre che Antonio Villena e Hildegart sono amanti. Viene condannata a 26 anni, 8 mesi e 10 giorni di reclusione.
Successivamente viene trasferita in un istituto psichiatrico a Ciempozuelos per paranoia e schizofrenia . Dal 1941 smette di parlare con i suoi psichiatri e l'anno successivo realizza bambole di pezza con genitali prominenti. Nel 1948, in una lettera alla madre superiora delle monache che lavorano nel manicomio, dice di aver trascorso molto tempo in carcere e di meritare la grazia.
Dopo la sua morte di cancro nel 1955, viene sepolta in una fossa comune.

## Scritti

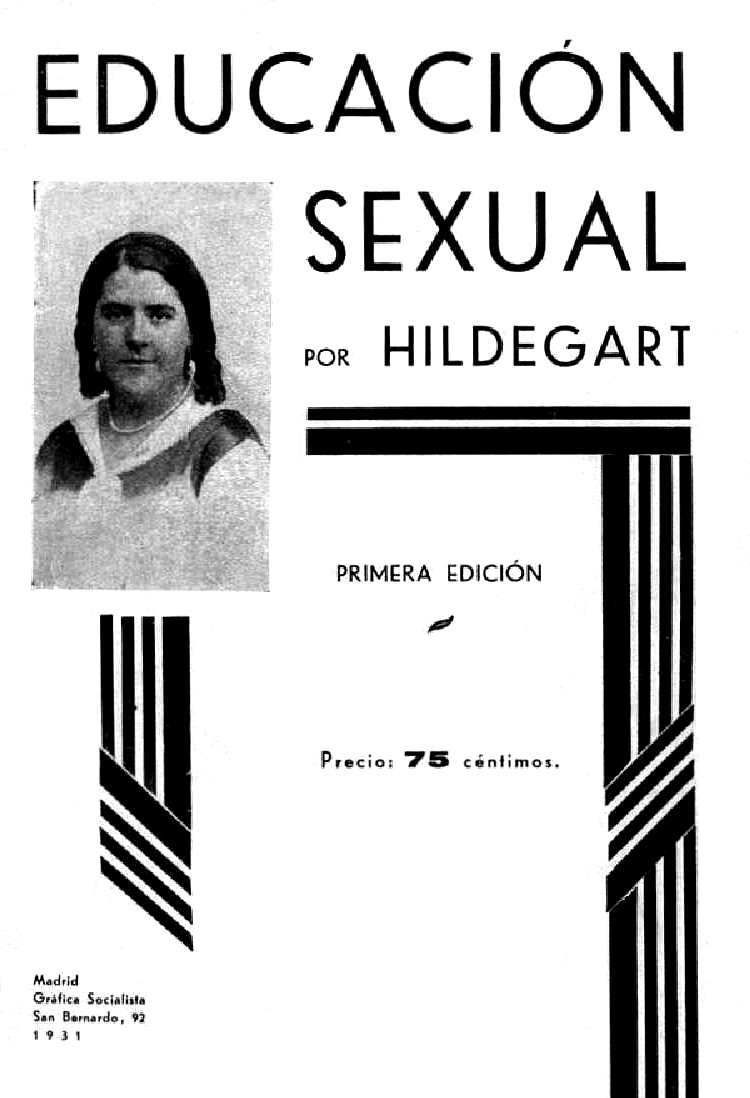
Educación Sexual di Hildegart. 1931.

- (ES) Hildegart Rodríguez Carballeira, La rebeldía sexual de la juventud, Madrid, Javier Morata, 1931, OCLC 796327706.
- (ES) Hildegart Rodríguez Carballeira, Profilaxis anticoncepcional: paternidad voluntaria, Valencia, Pascual Quiles, 1931, OCLC 433153722.
- (ES) Hildegart Rodríguez Carballeira, El problema sexual tratado por una mujer española, collana Temas de nuestro tiempo, Madrid, Javier Morata, 1931, OCLC 796327706.
- (ES) Hildegart Rodríguez Carballeira, Malthusimo y neomalthusismo: control de la natilidad, collana Temas de nuestro tiempo, Madrid, Javier Morata, 1932, OCLC 1120227605.
- (ES) Hildegart Rodríguez Carballeira, ¿Se equivocó Marx?, Madrid, Ediciónes Boro, 1932, OCLC 45772419.
- (ES) Hildegart Rodríguez Carballeira, ¿Quo vadis, burguesía?, collana La Novela Proletaria, vol. 1, Madrid, Libertad, 1932, OCLC 828269832.
- (ES) Hildegart Rodríguez Carballeira, Métodos para evitar el embarazo (Paternidad voluntaria), Ediciones Julio Pi-Mataró, 1937, OCLC 1004300994.

## Opere ispirate alla sua vita

### Romanzi
- (ES) Eduardo de Guzmán, Aurora de sangre: vida y muerte de Hildegart, Madrid, G del Toro, 1972, ISBN 9788431201555, LCCN 74326052, OCLC 500448024.
- (ES) Rafael Azcona, Fernando Fernán Gómez e Eduardo de Guzmán, Aurora de sangre o la virgen roja: guión cinematográfico, Jet Films, 1977, OCLC 433750760.
- (DE) Erich Hackl, Auroras Anlaß, Zürich, Diogenes, 1987, ISBN 9783257217315.
- (ES) Fernando Arrabal, La virgen roja, collana Biblioteca breve, 1aª ed., Barcelona, Seix Barral, 1987, ISBN 9788432205644, OCLC 434822000.
- (ES) Almudena Grandes, La madre de Frankenstein, Tusquets Editores, 2020, ISBN 9788823525757.

### Filmografia
- Mi hija Hildegart, regia di Fernando Fernán Gómez (1977)
- The Red Virgin, regia di Sheila Pye - cortometraggio (2011)
- Hildegard - la vergine rossa, regia di Paula Ortiz (2024)